# Combesaleyrodes
Combesaleyrodes is een geslacht van halfvleugeligen (Hemiptera) uit de familie witte vliegen (Aleyrodidae), onderfamilie Aleyrodinae.
De wetenschappelijke naam van dit geslacht is voor het eerst geldig gepubliceerd door Cohic in 1966. De typesoort is Combesaleyrodes bouqueti.

## Soorten
Combesaleyrodes omvat de volgende soorten:
- Combesaleyrodes bouqueti Cohic, 1966
- Combesaleyrodes tauffliebi Cohic, 1966